# Seznam romunskih biatloncev
Seznam romunskih biatloncev.

## B
- Gheorghe Berdar
- Marian Blaj
- Florin-Cătălin Buta
- George Buta

## C
- Florina Ioana Cîrstea
- Dana Cojocea
- George Colțea
- Ana Larisa Cotruș

## F
- Remus Faur
- Réka Ferencz
- Raul Antonio Flore
- Francisc Forika

## G
- Stefan Gavrila

## L
- Imre Lestyan

## M
- Enikő Marton
- Andreea Mezdrea

## P
- Luminița Pișcoran
- Gheorghe Pop
- Cornel Puchianu
- Mihaela Purdea

## R
- Mihai Rădulescu

## S
- Diana Salman
- Denis Şerban
- Dmitrii Shamaev
- Alexandra Stoian

## T
- Vladimir Todaşcă
- Éva Tófalvi

## U
- Marius Ungureanu
- Natalia Ushkina